# David Gustafsson
David Gustafsson (Tingsryd, Suecia, 11 de abril de 2000) apodado Gus, es un jugador profesional sueco de hockey sobre hielo que se desempeña en la posición de centro en Winnipeg Jets, equipo de la National Hockey League (NHL).

## Carrera
Fue seleccionado en la segunda ronda en la NHL Entry Draft de 2018. En 2019 hizo su debut profesional con el equipo Winnipeg Jets, donde lleva jugando cinco temporadas.